# جيمي مونرو
جيمي مونرو (بالإنجليزية: Jamie Munro)‏ (22 أبريل 1976 في فنزويلا - ) هو لاعب كرة قدم أمريكي في مركز الدفاع. لعب مع نادي ميلوول وSan Diego Flash ‏.

## وصلات خارجية
- جيمي مونرو على موقع قاعدة بيانات كرة القدم.إي يو (الإنجليزية)